# Unpatterns
Unpatterns — третий студийный альбом английской электронной группы Simian Mobile Disco (Джеймс Шоу и Джеймс Форд), изданный 14 мая 2012 года на лейбле Wichita Recordings. Альбом получил положительные отзывы музыкальной критики и интернет-изданий.

## История
Альбом был выпущен 14 мая 2012 года в Великобритании. В тот же день весь альбом был выпущен бесплатно онлайн через SoundCloud. В феврале, в качестве «дегустатора» перед релизом, они выложили двухминутный трек «Fourteenth Principles» на своем аккаунте SoundCloud.

## Отзывы
| Совокупная оценка | Совокупная оценка |
| Источник          | Оценка            |
| ----------------- | ----------------- |
| Metacritic        | 69/100            |
| Оценки критиков   |                   |
| Источник          | Оценка            |
| Allmusic          | [ 3 ]             |
| Clash             | 6/10              |
| Drowned in Sound  | 8/10              |
| The Guardian      | [ 6 ]             |
| The Independent   | favourable        |
| Pitchfork Media   | 6.2/10            |
| Resident Advisor  | 4/5               |

Альбом получил положительные отзывы музыкальной критики и интернет-изданий. На сайте Metacritic, который присваивает нормализованный рейтинг из 100 баллов рецензиям мейнстримных критиков, альбом получил средний балл 69, основанный на 22 рецензиях, что свидетельствует о «в целом благоприятных отзывах». Лорен Стрейн из Drowned in Sound описала общее звучание альбома как «гигантский, открытый поп и аналоговое техно с разрывом бедренной кости». Она отметила «темный, тревожный подтекст, который придает всем, даже самым простым вечериночным трекам, зловещий оттенок», заявив, что «это жестко контролируемое чувство угрозы, впрыскиваемое своевременными дозами, всегда было сильной стороной SMD»; высказав общее мнение, что «Unpatterns не без недостатков — заключительное трио треков можно забыть — но он содержит, возможно, некоторые из лучших работ пары, и все, кто любил более мерзкую сторону Attack Decay Sustain Release, но отмахнулся от размеренного Delicacies, должны вернуться на борт».
Фелан Лоуренс из The Independent назвал треки альбома «солидными, отполированными [и] удобными для танцпола», однако отметил, что «только в „Put Your Hands Together“ нам напоминают об их искусном владении вокальным крюком». Пол Макиннес из The Guardian считает, что «на эту запись было потрачено много времени, и это видно: каждый тон имеет ясность, полученную в результате тщательной обработки», заявляя, что «это придает альбому определенную красоту, которая усиливается деликатностью композиции песен». Однако, по его мнению, альбом был «в одном шаге от клубной музыки», заявив, что за исключением пары треков, «остальное — это музыка, в которой можно потерять свои мысли, а не футболку». Джо Риверс из Clash нашел, что хотя альбом содержит «признаки Simian Mobile Disco», в том смысле, что использованные биты и петли ощущаются одинаково, он считает, что отсутствие вокала на альбоме является проблемой, заявляя, что «многие треки просто чувствуют, что им не хватает жизненно важного компонента»; заключая «отдельные компоненты звучат фантастически, но высокое качество звука не делает запись хорошей».

## Список композиций
Слова и музыка всех песен — James Ford и Jas Shaw, кроме указанных.
| №  | Название                                             | Длительность |
| -- | ---------------------------------------------------- | ------------ |
| 1. | «I Waited for You»                                   | 4:30         |
| 2. | «Cerulean»                                           | 6:48         |
| 3. | «Seraphim»                                           | 3:49         |
| 4. | «A Species Out of Control»                           | 5:18         |
| 5. | «Interference»                                       | 6:39         |
| 6. | «Put Your Hands Together» (Ford, Shaw, Jamie Lidell) | 7:20         |
| 7. | «The Dream of the Fisherman's Wife»                  | 5:00         |
| 8. | «Your Love Ain't Fair»                               | 5:10         |
| 9. | «Pareidolia»                                         | 6:55         |

| №   | Название   | Длительность |
| --- | ---------- | ------------ |
| 10. | «Everyday» | 5:34         |

## Чарты
| Чарт (2012)                     | Высшая позиция |
| ------------------------------- | -------------- |
| Belgian Albums Chart (Flanders) | 100            |
| Irish Indie Albums Chart        | 20             |
| UK Albums Chart                 | 74             |
| UK Dance Albums Chart           | 7              |
| UK Indie Albums Chart           | 12             |